# واتکینز (مینه‌سوتا)
واتکینز، مینه‌سوتا (به انگلیسی: Watkins, Minnesota) یک شهر در ایالات متحده آمریکا است که در شهرستان میکر، مینه‌سوتا واقع شده‌است.

## خصوصیات
واتکینز ۱٫۸۴ کیلومترمربع مساحت و ۹۶۲ نفر جمعیت دارد و ۳۵۳ متر بالاتر از سطح دریا واقع شده‌است.